# Libelj
Libelj – wieś w Słowenii, w gminie Krško. W 2018 roku liczyła 15 mieszkańców.